# San Juan (Filipiny)
San Juan – miasto na Filipinach w Regionie Stołecznym, na wyspie Luzon. W 2010 roku liczyło 121 430 mieszkańców.
Przed utworzeniem Metro Manila, była częścią prowincji Rizal. Obecnie jest to najmniejsze miasto regionu, ustępując tylko Pateros.
Nazwa miasta pochodzi od Jana Chrzciciela, który jest także patronem miasta.

## Miasta partnerskie
- San Juan, Portoryko
- Santa Barbara, Stany Zjednoczone
- Davao, Filipiny